# Вадічовський потік
Вадічовський потік (словац. Vadičovský potok) — річка в Словаччині; ліва притока Кисуці. Протікає в окрузі Кисуцьке Нове Место.
Довжина — 14.8 км. Витікає в масиві Кисуцькі Бескиди на висоті 730 метрів.
Протікає територією сіл Верхній Вадічов; Нижній Вадічов; Лопушне Пажіте і Радоля. Впадає у Кисуцю на висоті 345 метрів.